# Sportler des Jahres 1975 (Deutschland)
Die Sportler des Jahres 1975 in Deutschland wurden von den Fachjournalisten gewählt und am Jahresende im Kurhaus von Baden-Baden ausgezeichnet. Veranstaltet wurde die Wahl zum 29. Mal von der Internationalen Sport-Korrespondenz (ISK).

## Männer
| Platz | Sportler            | Sportart        | Punkte | Erfolge 1975                                           |
| ----- | ------------------- | --------------- | ------ | ------------------------------------------------------ |
| 1.    | Peter-Michael Kolbe | Rudern          | 1486   | Weltmeister Einer                                      |
| 2.    | Eberhard Gienger    | Turnen          | 1170   | Europameister Reck                                     |
| 3.    | Alwin Schockemöhle  | Springreiten    | 1056   | Europameister Einzel u. Mannschaft                     |
| 4.    | Karl-Hans Riehm     | Leichtathletik  | 1056   | dreimalige Verbesserung Weltrekord Hammerwurf          |
| 5.    | Adolf Seger         | Ringen          | 0888   | Weltmeister Mittelgewicht                              |
| 6.    | Berti Vogts         | Fußball         | 0723   | UEFA-Pokal-Sieger mit Borussia Mönchengladbach         |
| 7.    | Alexander Pusch     | Fechten         | 0633   | Weltmeister Degen, Zweiter mit Mannschaft              |
| 8.    | Rolf Milser         | Gewichtheben    | 0601   | Weltmeister im Stoßen bis 82,5 kg                      |
| 9.    | Sepp Maier          | Fußball         | 0311   | Europapokalsieger der Landesmeister mit Bayern München |
| 10.   | Dietrich Thurau     | Straßenradsport | 0145   |                                                        |

## Frauen
| Platz | Sportler                          | Sportart        | Punkte | Erfolge 1975                                            |
| ----- | --------------------------------- | --------------- | ------ | ------------------------------------------------------- |
| 1.    | Ellen Wellmann                    | Leichtathletik  | 973    | sechsfache Deutsche Meisterin Mittelstreckenlauf        |
| 2.    | Rosi Mittermaier                  | Ski Alpin       | 837    | Gesamtweltcup-Dritte                                    |
| 3.    | Ulrike Meyfarth                   | Leichtathletik  | 512    | Deutsche Meisterin                                      |
| 4.    | Christa Vahlensieck               | Leichtathletik  | 319    | Weltbestleistung Marathonlauf und weitere vier Strecken |
| 5.    | Sigrid Müllenbach                 | Rollkunstlauf   | 248    | Weltmeisterin                                           |
| 6.    | Michaela Endler                   | Skilanglauf     | 236    |                                                         |
| 7.    | Elisabeth Gräfin von Soden        | Sportschießen   | 215    | Europameisterin Wurftaubenschießen                      |
| 8.    | Liesel Westermann                 | Leichtathletik  | 090    | Deutsche Meisterin Diskuswurf                           |
| 9.    | Anne-Dore Häfker                  | Bowling         | 073    | Weltmeisterin                                           |
| 10.   | Ute Luxon-Czech/Christiane Rother | Trampolinturnen | 040    | Europameister Synchron                                  |

## Mannschaften
| Platz | Sportler                              | Sportart      | Punkte | Erfolge 1975                                              |
| ----- | ------------------------------------- | ------------- | ------ | --------------------------------------------------------- |
| 1.    | Borussia Mönchengladbach              | Fußball       | 1018   | UEFA-Pokal-Sieger, Deutscher Meister                      |
| 2.    | Bahnrad-Vierer                        | Bahnradsport  | 0973   | Weltmeister                                               |
| 3.    | Springreiter-Equipe                   | Springreiten  | 0527   | Europameister                                             |
| 4.    | 4-mal-200-Meter-Freististaffel Männer | Schwimmen     | 0308   | Weltmeister                                               |
| 5.    | Trophy-Mannschaft                     | Endurosport   | 0299   | 5 Europameistertitel                                      |
| 6.    | FC Bayern München                     | Fußball       | 0137   | Europapokalsieger der Landesmeister                       |
| 7.    | VfL Gummersbach                       | Handball      | 0111   | Finalist Europapokal der Landesmeister, Deutscher Meister |
| 8.    | SC Frankfurt 1880                     | Hockey        | 0109   | Sieger EuroHockey Club Champions Cup                      |
| 9.    | Dressurreiter-Equipe                  | Dressurreiten | 073    | Europameister                                             |
| 10.   | Berliner Schlittschuhclub             | Eishockey     | 054    |                                                           |